# اتصال قريب المدى

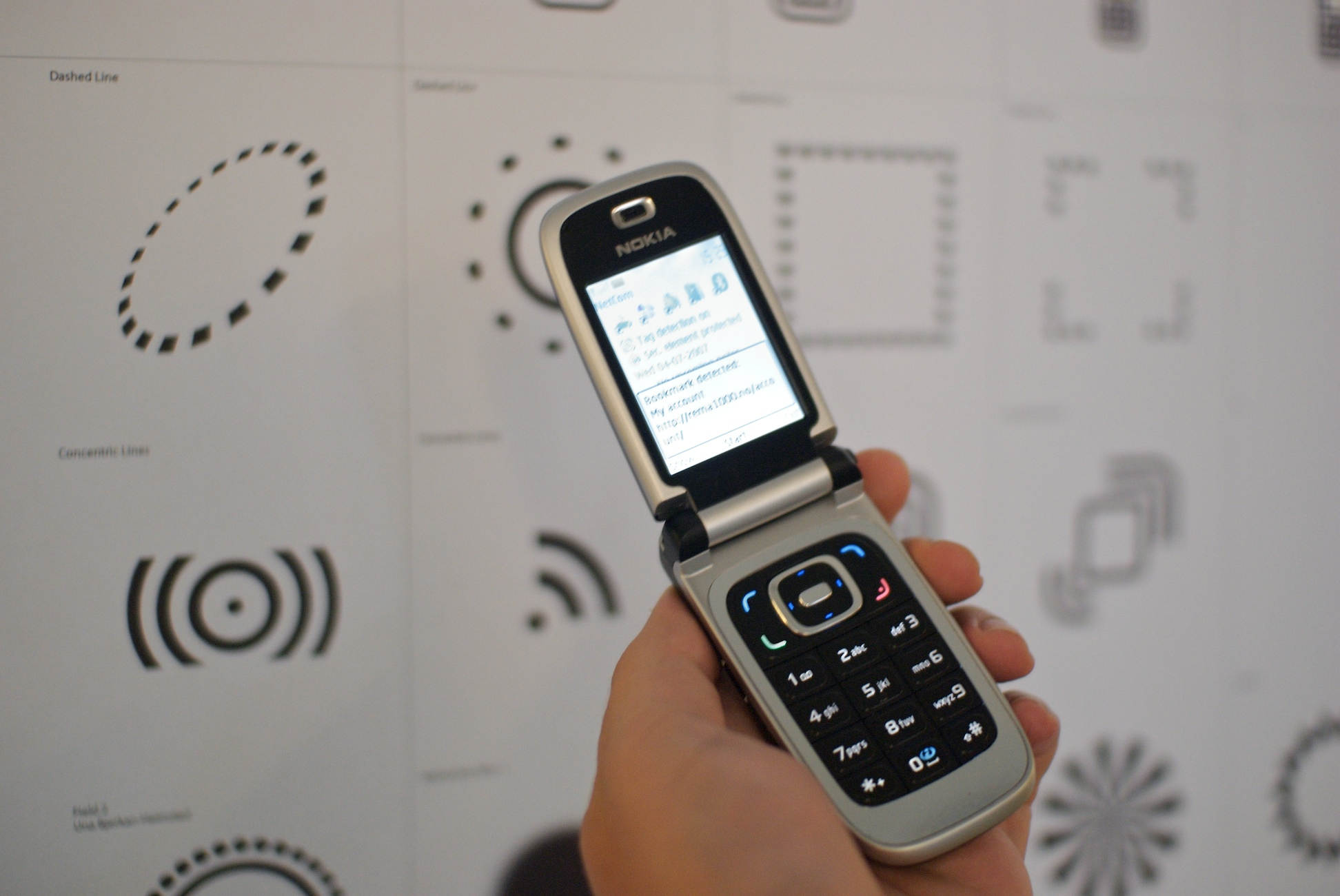
صورة لهاتف محمول يتفاعل مع الملصقات الذكية بواسطة إن إف سي

إن إف سي أيضاً تعرف باسم تقنية التواصل قريب المدى (بالإنجليزية: Near field communication)‏ واختصارها (بالإنجليزية: NFC)‏ وهي تقنية اتصال لاسلكية تعمل بتردد 13. 56 ميغاهرتز وتستطيع نقل البيانات بسرعة قصوى لا تتجاوز 474 كيلوبت بالثانية وتختلف في كونها قادرة على تبادل البيانات في نطاق ضيق للغاية لا يتجاوز 4 سنتيمترات بين طرفي تبادل المعلومات (الهاتف وجهاز التلقي أو هاتف آخر) وهو ما جعل استخدامها في المعاملات المالية ممكناً نظراً لكونها آمنة لدرجة بعيدة ولا يمكن التعاطي معها لاسلكياً عن بعد.

## استخدامات إن إف سي

### التجارية
أجهزة إن إف سي تستخدم في أنظمة الدفع اللاتلامسية. مشابة للمستخدمة في البطاقات الإتمانية وبطاقات التذاكر الإلكترونية, كمثال محفظة جوجل تسمح للعملاء بتخزين بيانات البطاقة الإتمانية بمحفظة وهمية وأستخدام الأجهزة المزودة بتقنية إن أف سي في الطرفيات التي تقبل دفع ماستركارد . ألمانيا, أستراليا و لاتفيا لديها أنظمة تذاكر للنقل العام. والصين تستخدمة في كل البلاد في نقل الحوافل.

### توصيلبلوتوثوواي-فاي
إن أف سي يتيح توصيل بطيئ بإعدادات بسيطة, ويستخدم لتمهيد إنشاء اتصالات لاسلكية.
كمثال, يمكن استخدامها لاختصار عملية إقران جهازي بلوتوث أو إعداد توصيل شبكة واي-فاي.

### التواصل الأجتماعي
تستخدم إن إف سي في حالة التواصل الاجتماعي كمشاركة الأسماء والصور والفيديو والألعاب في الهواتف النقالة.

## مقارنة مع بلوتوث
|                               | إن إف سي                               | بلوتوث     | بلوتوث بطاقة منخفض |
| التوافق مع كشف ترددات الراديو | ايزو 3-18000                           | فعال       | فعال               |
| هيئة المقاييس                 | اللجنة الدولية للتقانة الكهربائية/أيزو | بلوتوث سيج | بلوتوث سيج         |